# Assycuera
Assycuera is een kevergeslacht uit de familie van de boktorren (Cerambycidae). De wetenschappelijke naam van het geslacht werd voor het eerst geldig gepubliceerd in 2001 door Napp & Monné M. L..

## Soorten
Assycuera omvat de volgende soorten:
- Assycuera macrotela (Bates, 1880)
- Assycuera marcelae Martins & Galileo, 2010
- Assycuera rubella (Bates, 1892)
- Assycuera scabricollis (Chemsak, 1963)
- Assycuera waterhousei (White, 1855)